# Could I Have This Kiss Forever
Singles de Whitney Houston et Enrique Iglesias
Be with You
(2000) Hero
(2001)
Could I Have This Kiss Forever est une chanson de Whitney Houston et Enrique Iglesias écrite par Diane Warren pour les albums Enrique (1999) — premier album en anglais d'Enrique Iglesias — et Whitney: The Greatest Hits (2000) de Whitney Houston.
La chanson a atteint la 1re place de l'European Hot 100 Singles, tout comme en Suisse et aux Pays-Bas.